# Volby prezidenta Francie 2002
Francouzské prezidentské volby se konaly 21. dubna 2002 (první kolo) a 5. května 2002 (druhé kolo). Tyto volby přilákaly hodně mezinárodní pozornosti protože Jean-Marie Le Pen, kandidát Národní fronty, obdržel více hlasů než favorizovaný socialista Lionel Jospin. Ve druhém kole jej však po silné antikampani porazil Jacques Chirac.

## Výsledky
| Kandidát                                                         | Navrhujících strana                                                                         | Hlasování 1. kola | %      | Hlasování 2. kola | %      |
| ---------------------------------------------------------------- | ------------------------------------------------------------------------------------------- | ----------------- | ------ | ----------------- | ------ |
| Jacques Chirac                                                   | Sdružení pro republiku (Rassemblement pour la République)                                   | 5 665 855         | 19,88% | 25 537 956        | 82,21% |
| Jean-Marie Le Pen                                                | Národní fronta (Front national)                                                             | 4 804 713         | 16,86% | 5 525 032         | 17,79% |
| Lionel Jospin                                                    | Socialistická strana (Parti socialiste)                                                     | 4 610 113         | 16,18% |                   |        |
| François Bayrou                                                  | Unie pro francouzskou demokracii (Union pour la démocratie française)                       | 1 949 170         | 6,84%  |                   |        |
| Arlette Laguiller                                                | Dělnický boj (Lutte ouvrière)                                                               | 1 630 045         | 5,72%  |                   |        |
| Jean-Pierre Chevènement                                          | Republikánské a občanské hnutí (Mouvement des citoyens)                                     | 1 518 528         | 5,33%  |                   |        |
| Noël Mamère                                                      | Zelení (Les verts)                                                                          | 1 495 724         | 5,25%  |                   |        |
| Olivier Besancenot                                               | Revoluční komunistická liga (Ligue communiste révolutionnaire)                              | 1 210 562         | 4,25%  |                   |        |
| Jean Saint-Josse                                                 | Lov, rybolov, příroda a tradice (Chasse, pêche, nature, traditions)                         | 1 204 689         | 4,23%  |                   |        |
| Alain Madelin                                                    | Liberální demokraté (Démocratie libérale)                                                   | 1 113 484         | 3,91%  |                   |        |
| Robert Hue                                                       | Francouzská komunistická strana (Parti communiste français)                                 | 960 480           | 3,37%  |                   |        |
| Bruno Mégret                                                     | National Republican Movement (Mouvement national républicain)                               | 667 026           | 2,34%  |                   |        |
| Christiane Taubira                                               | Levicová radikální strana (Parti radical de gauche)                                         | 660 447           | 2,32%  |                   |        |
| Corinne Lepage                                                   | Občanství, akce, zavazek 21. století (Citoyenneté action participation pour le XXIe siècle) | 535 837           | 1,88%  |                   |        |
| Christine Boutin                                                 | Křesťanskodemokratická strana (Forum des républicains sociaux)                              | 339 112           | 1,19%  |                   |        |
| Daniel Gluckstein                                                | Strana pracujících (Parti des travailleurs)                                                 | 132 686           | 0,47%  |                   |        |
| Celkem (volební účast v prvním kole 71,60%, v druhém kole 79,71) | Celkem (volební účast v prvním kole 71,60%, v druhém kole 79,71)                            | 28 498 471        | 100,0  | 31 062 988        | 100,0  |